# Spoorlijn Saint-Amand-les-Eaux - Blanc-Misseron
De spoorlijn Saint-Amand-les-Eaux - Blanc-Misseron is een Franse spoorlijn die Saint-Amand-les-Eaux via Fresnes met Blanc-Misseron bij de Belgische grens verbond. De lijn was 23,1 km lang en had als lijnnummer 255 000.

## Geschiedenis

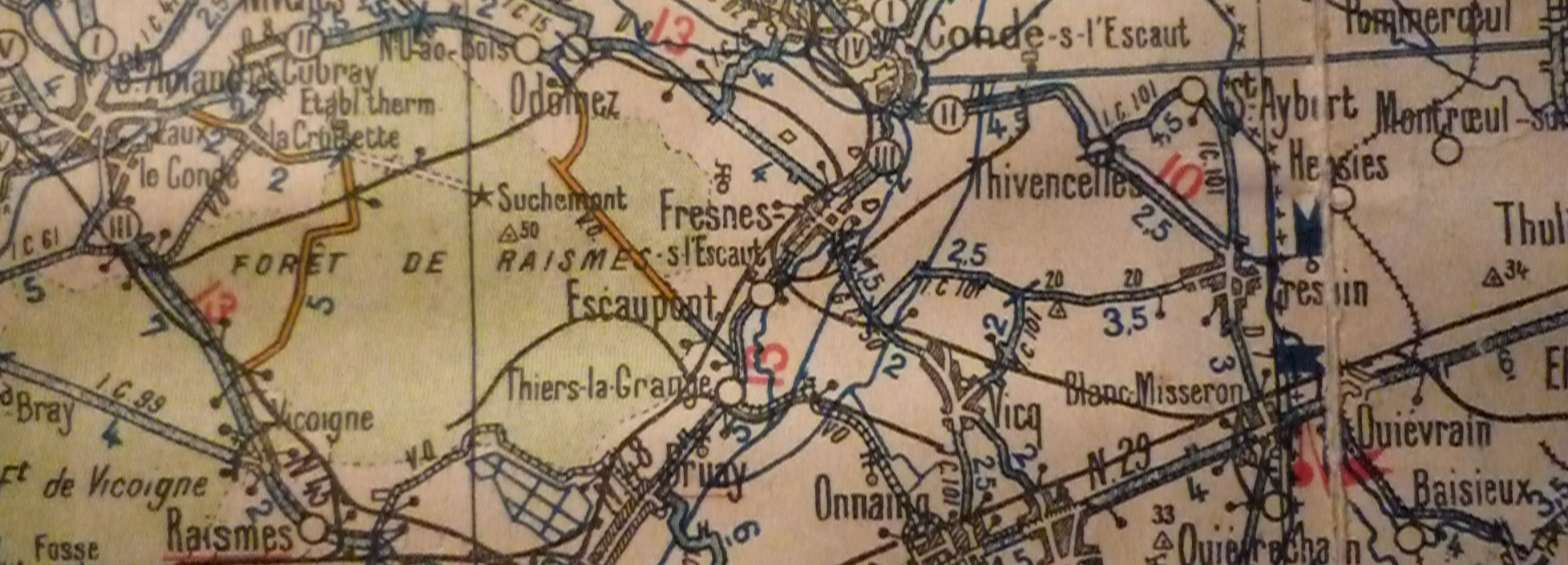
Tracé van de lijn rond 1920

De lijn werd geopend op  20 juli 1875 door de Compagnie des chemins de fer de Lille à Valenciennes. Reizigersverkeer werd opgeheven op 1 juli 1939. In 1942 werd het gedeelte tussen Moulin-des-Loups en Odomez-Notre-Dame gesloten. De rest van de lijn werd tussen 1969 en 1987 gesloten en opgebroken.
De spoorlijn was enkelsporig en werd nooit geëlektrificeerd.

## Aansluitingen
In de volgende plaatsen is of was er een aansluiting op de volgende spoorlijnen:
Saint-Amand-les-Eaux
RFN 256 000, spoorlijn tussen Denain en Saint-Amand-les-Eaux
RFN 257 000, spoorlijn tussen Saint-Amand-les-Eaux en Maulde-Mortagne
RFN 267 000, spoorlijn tussen Fives en Hirson
Fresnes-sur-Escaut
lijn tussen Somain en Vieux-Condé
Blanc-Misseron
RFN 262 000, spoorlijn tussen Douai en Blanc-Misseron
Spoorlijn 97 tussen Bergen en Quiévrain